# Adrienne Houghton

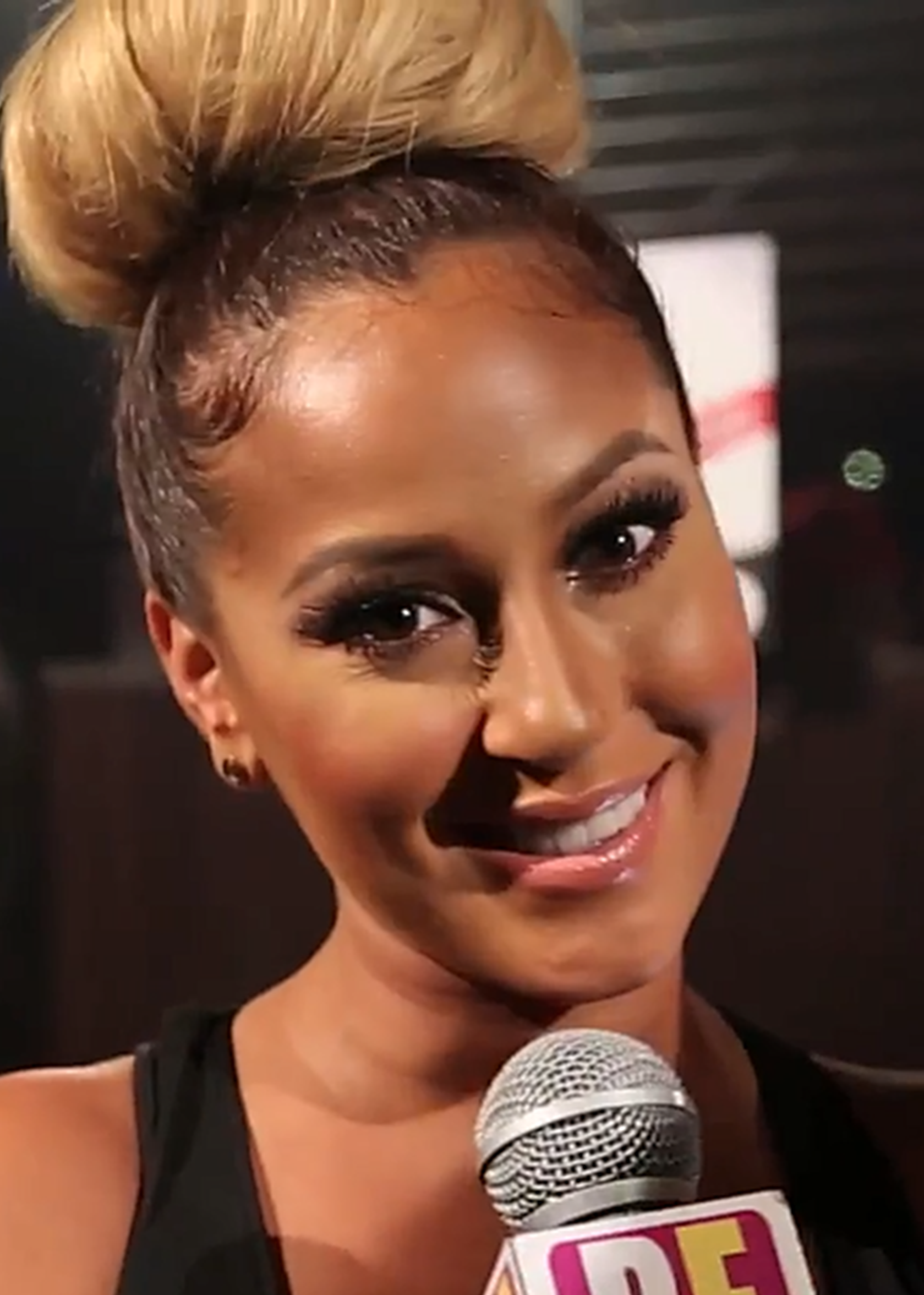
Adrienne Houghton (2013)

Adrienne Eliza Houghton (* 24. Oktober 1983 in Lower East Side, Manhattan, New York City, New York als Adrienne Eliza Bailon) ist eine US-amerikanische Sängerin und Schauspielerin. Sie war Mitglied der Musikgruppen 3LW und The Cheetah Girls.

## Leben
Adrienne Houghton wurde als Tochter von Nilda Felix, einer Puerto-Ricanerin und Freddy Bailon, einem Ecuadorianer, geboren. Sie wuchs mit einer drei Jahre älteren Schwester bei ihren Eltern und ihrem Stiefvater Joe Felix auf. Gemeinsam mit ihrer Schwester sang sie erst für die Familie und später für den Kirchenchor. 1999 wurde sie bei einer Aufführung im Madison Square Garden von Ricky Martin entdeckt und sie durfte ihn gesanglich auf seinem Auftritt begleiten. Gemeinsam mit Naturi Naughton und Kiely Williams sang sie in der Girlgroup 3LW, kurz für 3 Little Women. Später war sie Mitglied der Girlgroup The Cheetah Girls. Nach der Auflösung der Gruppen 2007 bzw. 2008, begann sie mit ihrer Solokarriere. 2017 erschien ihr Debütalbum New Tradiciones. 2019 wurde sie Dritte bei dem Format The Masked Singer.
Als Schauspielerin debütierte sie 2003 im Fernsehfilm Cheetah Girls – Wir werden Popstars. Außerdem war sie im selben Jahr bis 2004 in vier Episoden in der Rolle der Alana in der Fernsehserie Raven blickt durch zu sehen. 2006 übernahm sie die Hauptrolle in All You’ve Got. 2006 mit Cheetah Girls – Auf nach Spanien! und 2008 mit Cheetah Girls: One World spielte sie auch in den Fortsetzungen ihre Rolle als Chanel.
Von 2007 bis 2009 war sie mit Rob Kardashian in einer Beziehung. Seit dem 11. November 2016 ist sie mit Israel Houghton verheiratet.
Von September bis Dezember 2019 nahm Houghton als Flamingo an der zweiten Staffel der US-amerikanischen Version von The Masked Singer teil und erreichte im Finale den dritten Platz. Am Anfang einer Harry-Potter-Mottofolge der zehnten Staffel sang sie I Put a Spell on You von Screamin’ Jay Hawkins.

## Filmografie

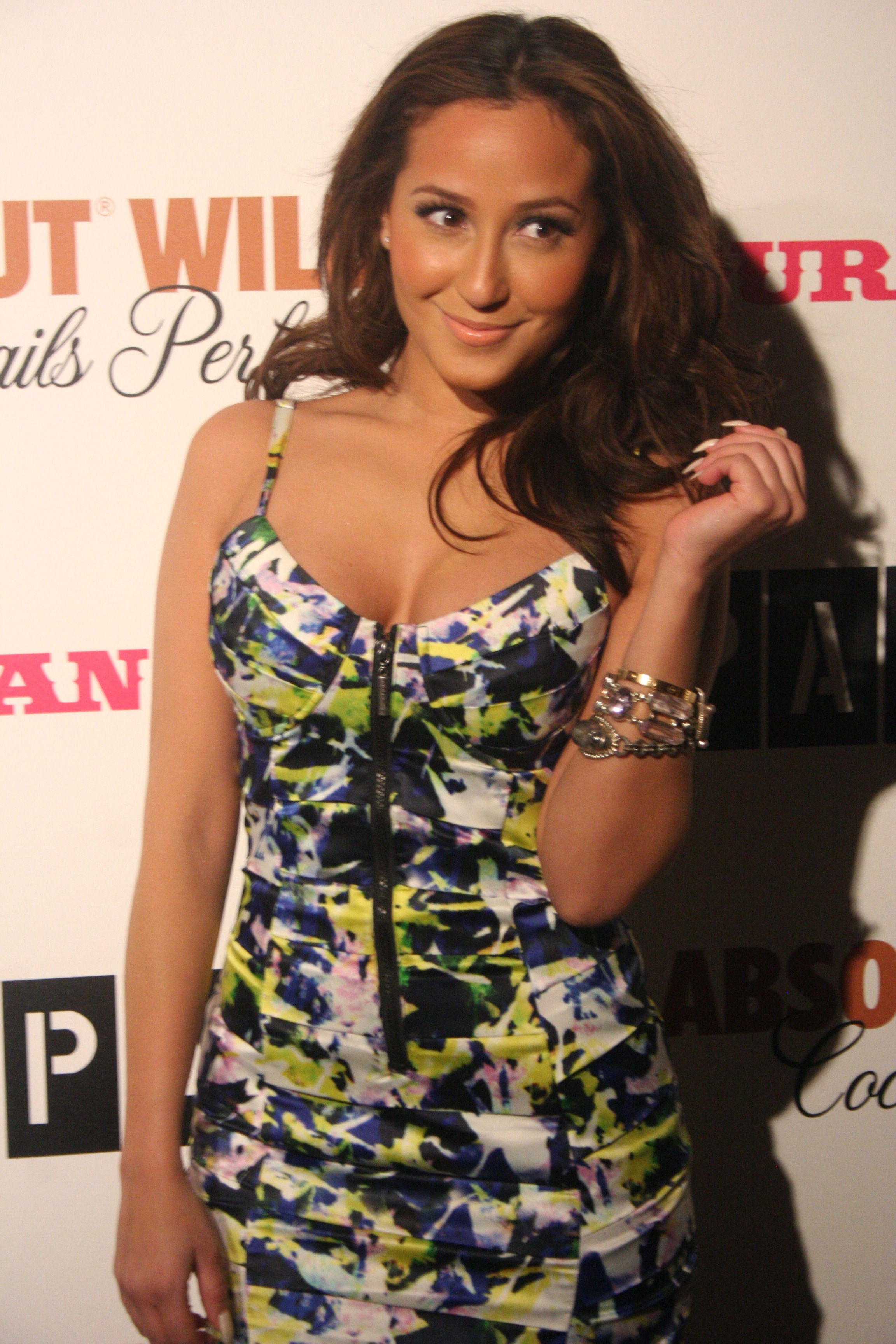
Adrienne Houghton (2011)

- 2003: Cheetah Girls – Wir werden Popstars (The Cheetah Girls) (Fernsehfilm)
- 2003–2004: Raven blickt durch (That’s So Raven) (Fernsehserie, 4 Episoden)
- 2005: Coach Carter
- 2005: Taylor Made (Kurzfilm)
- 2005: Wild-West-Biking (Fernsehfilm)
- 2006: All You’ve Got (Fernsehfilm)
- 2006: Cheetah Girls – Auf nach Spanien! (The Cheetah Girls 2) (Fernsehfilm)
- 2008: Hotel Zack & Cody (The Suite Life of Zack & Cody) (Fernsehserie, Episode 3x20)
- 2008: Eine für 4 – Unterwegs in Sachen Liebe (The Sisterhood of the Traveling Pants 2)
- 2008: Cheetah Girls: One World (The Cheetah Girls: One World) (Fernsehfilm)
- 2008: Meow (Kurzfilm)
- 2008: Cuttin Da Mustard
- 2012: The Coalition
- 2013: Für immer jung (Lovestruck: The Musical) (Fernsehfilm)
- 2013: I’m in Love with a Church Girl
- 2018: Famous in Love (Fernsehserie, Episode 2x01)
- seit 2022: Zuhause bei Raven (Raven’s Home, Fernsehserie)

## Diskografie
ohne 3LW und The Cheetah Girls
Alben
- 2017: New Tradiciones (Bridge Music)